# Jankovich János
Pribéri Jankovich János (1754.–Szőlősgyörök, Somogy vármegye, 1817. május 11.), a Hétszemélyes Tábla ülnöke (septemvir), a Fellebbviteli Tábla tanácsosa, udvari tanácsos, királyi táblai ülnök, földbirtokos.

## Élete
A tekintélyes és jómódú nemesi pribéri és vichini Jankovich család sarja. Apja pribéri Jankovich Antal (1730–1765), horvátországi követ, királyi tanácsos, földbirtokos, anyja galánthai Fekete Julianna (1734–1815) volt. Az apai nagyszülei Jankovich István, aki 1715-től Somogy vármegye főszámvevője, 1715-től főszolgabíró, földbirtokos, és biszági Geréczy Katalin voltak. Az anyai nagyszülei galánthai Fekete József, földbirtokos és séllyei Nagy Erzsébet voltak. Nagynénje pribéri Jankovich Katalin (1726–1784), akinek a férje niczki gróf Niczky Kristóf (1725–1787) tárnokmester, országbíró, királyi személynök, II. József főtanácsadója, a Szent-István-rend lovagja. A Mária Terézia kori úrbérrendezésen, Jankovich János anyjának, Jankovich Antal özvegyének, 15 úrbéri birtokkal rendelkezett Somogy vármegyében: összesen 2869 úrbéri holdja, 263 jobbágya és 88 zsellére volt.
Jankovich János királyi táblai ülnökként szolgált 1780 és 1785 között, majd (a Jozefinizmus idején) a Fellebbviteli Tábla tanácsosa lett 1786-tól és 1789-ig, majd 1790-ben pedig septemvir volt. 1793. szeptember 1-én átvetti anyjától a Szőlősgyörök-vidéki birtokokat, nemkülönben a Bodvicza, Páczod és Kivadáron levő birtokrészeket is. 1798-ban Jankovich János megvette a Kamarától a 76 000 holdas, Szlavóniában lévő vuchini uradalmat (amelyhez tartozott Terezovác is); Vuchin után a Jankovich család a második előnevét vette fel. Özvegye, Jankovich Jánosné báró Püchler Terézia 1820. július 20.-án királyi földbirtokadományt szerzett I. Ferenc magyar királytól Vuchinre.

## Házassága és leszármazottjai
1779. január 10-én feleségül vette báró Püchler Terézia (*1758.–†Buda, 1852. április 14.) kisasszonyt, akinek a szülei az osztrák származású báró Püchler Károly József, földbirtokos, II. József magyar király kabineti titkára, és Anna Marie von Ungerchtsperg (1731–1799) voltak. Püchler Károly József, és fivére Püchler János Kristóf 1770. július 28-án birodalmi bárói címet nyert Mária Terézia magyar királynőtől. Jankovich János és báró Püchler Terézia frigyéből született:
- Jankovich Mária Szidónia (*Pest, 1781. március 17.–1855. április 24.). Férje: gróf verőczei Pejácsevich Antal.
- Jankovich Julianna (*Pest, 1782. január 16.–†1835). Férje: zsombolyai és janovai Csekonics József (*Kőszeg, 1757. február 22.–†Pest, 1824. április 26.)
- Jankovich Anna (*Pest, 1782. január 16.–†?).1.f.: gróf Klobusiczi és zétényi Klobusiczky Vince (*Kassa, 1780. december 11.–†Kassa, 1813. március 9.) 2.f.: gróf Karl Starzinsky
- Jankovich Antal (*Buda, 1784. december 26.–†Buda, 1849. március 14.), királyi kamarás, Verőce vármegye követe, aranysarkantyús vitéz, nagybirtokos. Felesége: gróf németújvári Batthyány Alojzia (*1787.–†1820. május 4.)
- Jankovich István (*Szőlősgyörök, 1793. július 2.–†Terezovac, 1865. január 25.) földbirtokos. Neje: báró Laffert Amália (*1800–†Szőlősgyörök, 1828. február 6.)
- Jankovich Éva Teréz (*1794–†Dunaharaszti, 1854. április 10.). Férje: báró Laffert Ignác (*Pest, 1792. november 16.–†Dunaharaszti, 1853. szeptember 25.)